# European Prize for Urban Public Space
Der European Prize for Urban Public Space ist eine Auszeichnung, die seit dem Jahr 2000 zweijährlich vergeben wird. Die Auszeichnung würdigt Maßnahmen und architektonische wie städteplanerische Leistungen zur Optimierung des öffentlichen Raums. Der European Prize for Urban Public Space wird vom Centre de Cultura Contemporània de Barcelona organisiert und gemeinsam mit sechs weiteren europäischen Architektur-Institutionen vergeben: der britischen The Architecture Foundation, der französischen Cité de l’architecture et du patrimoine, dem österreichischen Architekturzentrum Wien, dem niederländischen Nederlands Architectuurinstituut, dem finnischen Architekturmuseum sowie dem in Frankfurt am Main ansässigen deutschen Architekturmuseum. Der Preis ist undotiert.

## Preisträger
| Jahr | Projekt                                                   | Ort                        |
| ---- | --------------------------------------------------------- | -------------------------- |
| 2000 | Can Mulà new urban centre                                 | Mollet del Vallès, Spanien |
| 2000 | Smithfield Public Space                                   | Dublin, Irland             |
| 2002 | New park and riverside walks                              | Zuera, Spanien             |
| 2002 | Stadtteilpark Reudnitz                                    | Leipzig, Deutschland       |
| 2004 | New system of lifts                                       | Teruel, Spanien            |
| 2004 | Recovery of rubbish tip as a public park                  | Begues, Spanien            |
| 2006 | Sea organ on a new marine parade                          | Zadar, Kroatien            |
| 2006 | A8ernA, space below the motorway A8                       | Zaanstadt, Niederlande     |
| 2008 | Barking Town Square                                       | London, UK                 |
| 2010 | Lesezeichen Salbke                                        | Magdeburg, Deutschland     |
| 2010 | Opernhaus Oslo                                            | Oslo, Norwegen             |
| 2012 | Ljubljanica Flußufer                                      | Ljubljana, Slowenien       |
| 2012 | Turó de la Rovira                                         | Barcelona, Spanien         |
| 2014 | Neugestaltung des Alten Hafens                            | Marseille, Frankreich      |
| 2014 | Elche The braided valley                                  | Elche, Spanien             |
| 2016 | Recovery of the Irrigation System at the Thermal Orchards | Caldes de Montbui (Spain)  |
| 2016 | Dialogue Centre “Przełomy” at Solidarność Square          | Szczecin (Poland)          |
| 2018 | Renovation of Skanderbeg Square                           | Tirana (Albania)           |